# Мірміран
Мірміран (узб. Mirmiron, Мирмирон) — міське селище в Узбекистані, в Каршинському районі Кашкадар'їнської області.
Статус міського селища з 2009 року.